# Pratt & Whitney F119

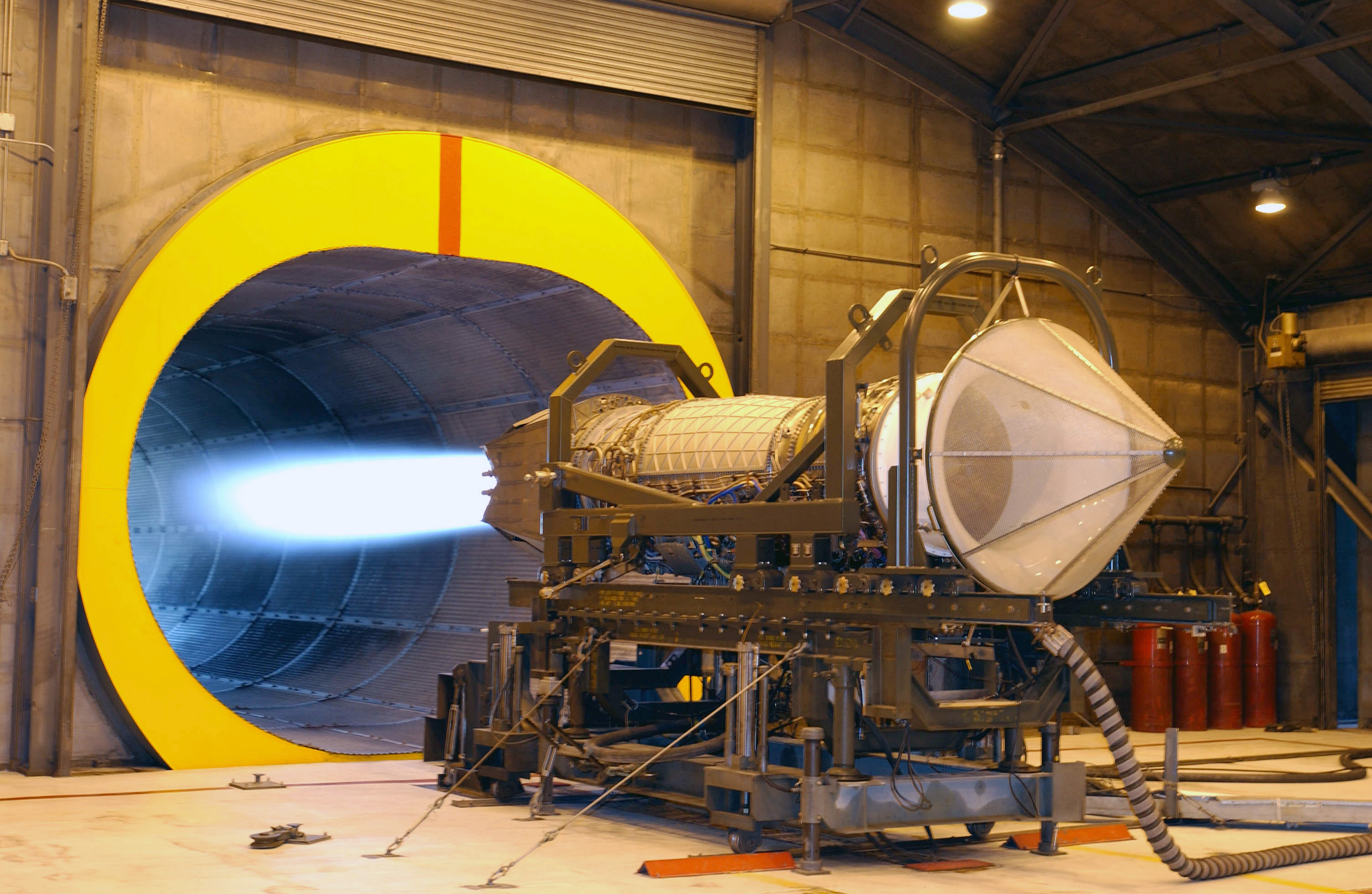
Pratt & Whitney F119

Das Pratt & Whitney F119 (Herstellerbezeichnung PW5000) ist ein Turbofantriebwerk mit Nachbrenner, das speziell für den Luftüberlegenheitsjäger Lockheed-Martin F-22 Raptor von dem US-Konzern Pratt & Whitney entwickelt wurde. Es verfügt über eine 2D-Schubvektorsteuerung zur Erhöhung der Wendigkeit und verleiht der F-22 außerdem Supercruise-Fähigkeit.  
Das F135 von Pratt & Whitney, das in der Lockheed Martin F-35 verwendet wird, ist eine Weiterentwicklung des F119 mit über 190 kN Schub.

## Geschichte
Das Triebwerk wurde von Pratt & Whitney in Konkurrenz zur General Electric YF120 als Antrieb für die F-22 entwickelt. Im April 1991 wurde das F119 als Gewinner bekanntgegeben. Die Entwicklung zielte auf eine möglichst einfache und robuste Konstruktion, die eine hohe Zuverlässigkeit, einfache Wartung und Supercruisefähigkeit (Überschallflug ohne Nachbrenner) garantieren sollte. Mit diesem low-risk Konzept nahm das Unternehmen in Kauf, dass die Konstruktion gegenüber der Konkurrenzentwicklung als weniger fortschrittlich angesehen wurde. Als Anfang 1988 klar wurde, dass sich das Gewicht des geplanten Jagdflugzeugs deutlich erhöhen würde, wurde es jedoch dadurch möglich, mit einfachen Maßnahmen eine Schuberhöhung zu erreichen. Ohne sonstige Änderungen am Kerntriebwerk reichte es aus, den Fandurchmesser leicht zu vergrößern.
Die Prüfstandläufe begannen im Dezember 1988, im Sommer 1990 konnten bereits 65 Flüge mit einer Gesamtdauer von 153 Stunden durchgeführt werden, ohne dass Triebwerksausfälle auftraten. 

### Zeittafel
- September 1983: Pratt & Whitney beginnt mit der Entwicklung des F119-Triebwerks.
- Dezember 1988: Erster Testlauf des YF119-Prototypen auf dem Prüfstand.
- April 1991: Pratt & Whitney gewinnt mit dem F119 die Ausschreibung für den ATF.
- Dezember 1992: Erstes Vorserienmodell absolviert den Probelauf auf dem Prüfstand.
- September 1997: Erstflug der F-22.
- Dezember 2000: Erste Serienmodelle werden an die U.S. Air Force ausgeliefert.
- September 2007: Das 300. F119-Triebwerk wird an die U.S. Air Force ausgeliefert.
- Februar 2009: Das F119 absolviert die 100.000 Flugstunde.

## Varianten

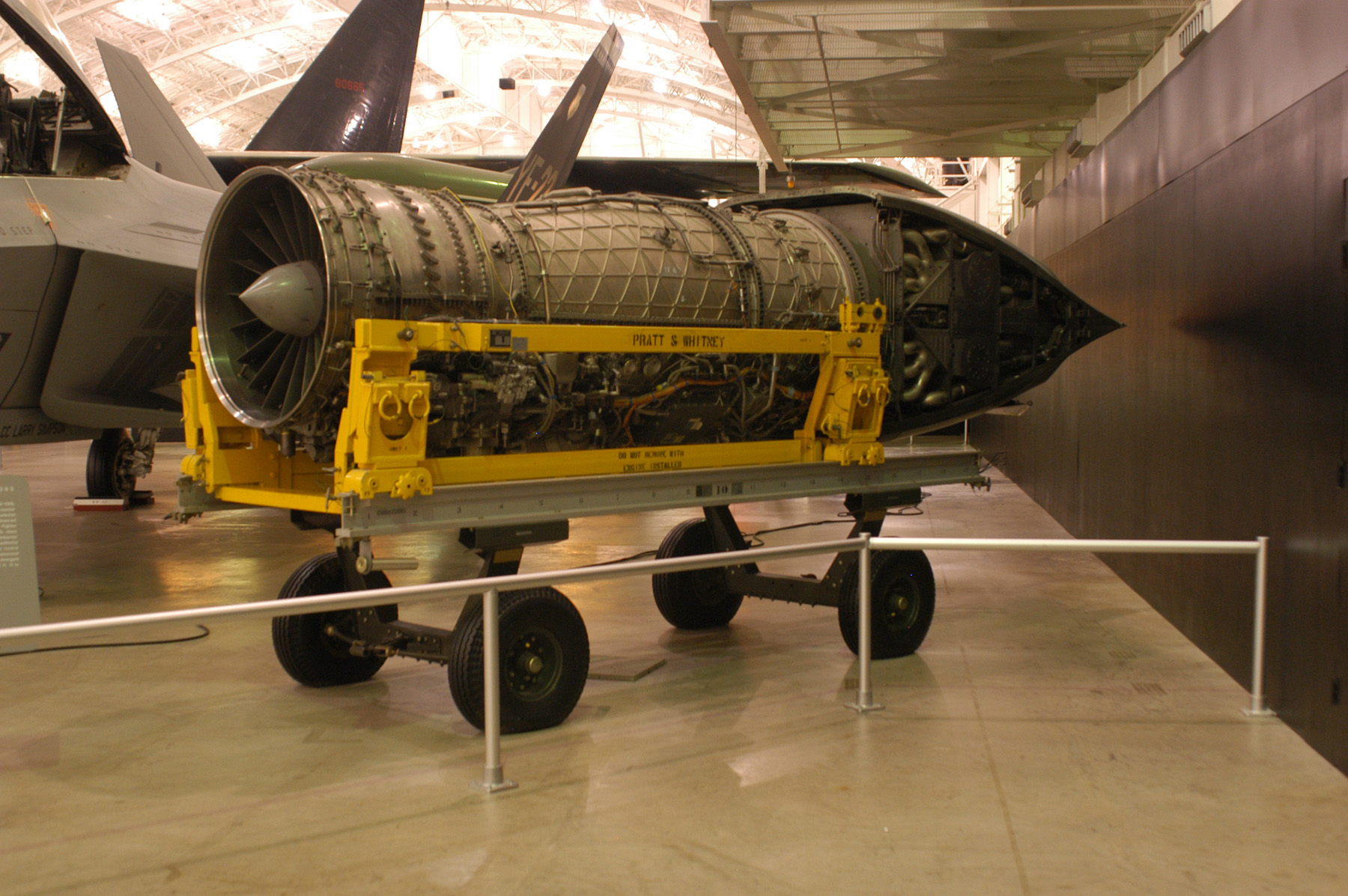
YF119-Prototyp im Museum

YF119-PW-100L
Prototyp für die YF-22 und YF-23 im Rahmen des ATF-Programms.
F119-PW-100
Serienmodell für die F-22 Raptor.
F119-PW-611
Sonderversion für den Erprobungsträger Lockheed Martin X-35 im Rahmen des JSF-Programms.
F119-PW-614
Sonderversion für den Erprobungsträger Boeing X-32 im Rahmen des JSF-Programms.

## Technische Daten
| Kenngröße                         | Daten                                                         |
| --------------------------------- | ------------------------------------------------------------- |
| Fan:                              | Dreistufig                                                    |
| Verdichter:                       | Sechsstufig                                                   |
| Gesamtdruckverhältnis:            | 26:1                                                          |
| Nebenstromverhältnis:             | ≤0,3:1                                                        |
| Brennkammer:                      | Ringbrennkammer                                               |
| Turbine:                          | einstufige Hochdruck- und Niederdruckturbine                  |
| Turbineneintrittstemperatur:      | 3000 °F (1649 °C)                                             |
| Länge:                            | 5,16 m                                                        |
| Gewicht:                          | 1.770 kg                                                      |
| Schub-Gewicht-Verhältnis:         | 9:11                                                          |
| Maximaler Trockenschub:           | 116 kN                                                        |
| Maximaler Nachbrennerschub:       | 155 kN                                                        |
| spezifischer Verbrauch (trocken): | 0,8 lb/(lbf·h) (22,2 g/kNs)                                   |
| Schubvektorsteuerung:             | zweidimensional, mit einem vertikalen Schwenkbereich von ±20° |

1 RAND gibt 7,95:1 an, mit 3900 lbs (1770 kg) Triebwerksmasse